# Salzhandel
Der Salzhandel war historisch eine lange Zeit ein Handelsbereich von höchster wirtschaftlicher Bedeutung. Salz diente einerseits zum Konservieren und Würzen von Lebensmitteln, zum anderen mancherorts als vormünzliches Zahlungsmittel (Primitivgeld).

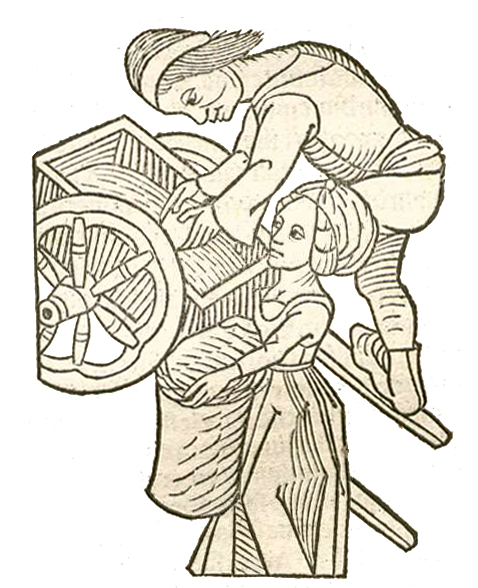
Hortus sanitatis, Mainz 1491. Abbildung zum Kapitel Sal - Salz

## West- und Nordeuropa

### Gewinnung
Die unterschiedlichen Salzvorkommen brachten zwei Gewinnungsformen mit entsprechenden Techniken hervor. An Meeresküsten spielte Meersalz und im Gebirge das Steinsalz die Nutzungsqelle. Meersalz wurde durch Stauung von salzhaltigem Meerwasser gewonnen, dem durch Verdunstung das Wasser entzogen wurde. Steinsalz hingegen wurde in Salzbergwerken gewonnen, konnte aber auch durch Einleiten von Wasser in Salzstöcke als Sole gewonnen werden.

### Früher Salzhandel
Seit der Jungsteinzeit waren Salzabbau und -handel in Europa bekannt, in den Ostalpen wurde es vor allem in Hallstatt und Hallein gewonnen. Als Handelsgut musste es von hier aus verbreitet werden.

### Handelswege und -mittel, Kapitalanhäufung
Spätestens im 7. Jahrhundert entstanden erstmals wieder Salinen an den Küsten Europas, wie etwa in Chioggia oder auf Ibiza. Venedig beanspruchte zunehmend ein Monopol in Chioggia, das es im Hoch- und Spätmittelalter auf die gesamte Adria ausdehnte. Von Venedig wurden konkurrierende Salzgärten rigoros zerstört. Im Mittelmeerraum trat Genua als erfolgreiche Konkurrentin auf.
Im Hanseraum erlangte der Handel mit Salinensalz große Bedeutung. Das aus der Saline von Lüneburg stammende Salz wurde über Lübeck im gesamten Bereich von Ostsee und Nordsee gehandelt. Der Handelsweg von Lüneburg nach Lübeck verlief zunächst über die Alte Salzstraße, später über den um 1400 entstandenen Stecknitzkanal. Zu den Verkehrswegen über Straßen und Wasserwege mit den Treidelpfaden entwickelte sich eine Infrastruktur für den Salzhandel, die in Gastgewerben bestand. Die Nutzer und Transporteure schlossen sich zu Handelsgesellschaften, Zünften und Gilden zusammen.
Der Bedarf im Mittelalter im deutschen Binnenland war wichtig für die Haltbarmachung von Hering, der eine begehrte Fastenspeise war. Das Lüneburger Salz etwa stand dabei im Wettbewerb mit dem Baiensalz, das von der französischen Atlantikküste und der Iberischen Halbinsel über die Umlandfahrt in die Ostsee gebracht wurde. Das Baiensalz als Meersalz war minderwertig, aber zeitweilig trotz der langen Transportwege billiger. Kaufleute der Hanse drangen im Spätmittelalter immer weiter nach Süden vor und besuchten im 15. Jahrhundert Setúbal in Portugal.
Innerhalb Europas wurde das Salz entweder per Pferdefuhrwerk oder auf Schiffen transportiert und bei Bedarf in Salzstadeln zwischengelagert. Schiffe auf dem Inn hatten ein Fassungsvermögen von bis zu 65 Tonnen und im 18. Jahrhundert waren es bereits 125 Tonnen. Anderenorts erfuhr der Schiffstransport eine ähnliche Steigerung. Diese legten flussauf 15 Kilometer und flussab bis zu 40 Kilometer am Tag zurück. Bei der Gegenfahrt wurden allgemein anfangs Tagelöhner als Treidler eingesetzt. Wo dies möglich war – wie an der Donau zwischen Passau und Regensburg  – zogen Pferde das Schiff bzw. die Schiffe (Salzzug).
Der Handel abseits der Meeresküsten und der schiffbaren Flüsse war nur mit hohem Aufwand möglich. Der Transport durch Pipelines spielte nur an den großen Produktionsstandorten eine Rolle, die ersten Soleleitungen zum Transport der Sole entstanden ab 1595 von Hallstatt nach Ebensee und ab 1617 von Bad Reichenhall zum Sudhaus in Traunstein.
Die Anhäufung von Vermögen gelang vorrangig den Händlern, weniger den Produzenten. So akkumulierten die Salzhändler von Venedig und Krakau, Lübeck und München Kapital. Aber auch kleinere Orte kamen durch Salzhandel zu Reichtum, wie Lüneburg oder Rungholt. Die gesamte Sozialstruktur von Lüneburg war von Salzgewinnung und -handel geprägt und erbrachte erhebliche Kapitalmengen. In Oberitalien mit seiner städtischen Bevölkerungsverdichtung wurde Salz als Mittel zu politischer Erpressung genutzt, um Vertriebsrechte und Abbauorte wurden Kriege geführt.

### Monopolisierung
Der Salzhandel wurde zunehmend als Regal, als herrscherliches Vorrecht, betrachtet. Die Herrscher übten dieses Regal nicht über den eigentlichen Handel aus, sondern über den Ausgangspunkt der Verteilung, indem große Salzspeicher angelegt wurden. Häufig wurde das Regal wiederum gegen entsprechende Leistungen an Privat- und Edelleute verpachtet. In Frankreich wurde die Salzsteuer, französisch gabelle, durch Unterverpachtungen zu einer schweren Belastung für den Handel. Mit allen Mitteln, vom Schmuggel bis zum Aufstand, wehrten sich die Bewohner dagegen, so im Aufstand der Cabochiens in Paris 1413.
Häufig kam es zu Zwangsverkäufen, bei der die Konsumenten bestimmte Mengen zu festgesetzten Preisen abnehmen mussten, in Frankreich wurde die entsprechende Abgabe unmittelbar als Teil der Herdsteuer eingezogen. In Spanien hatte sich die Bevölkerung im Umkreis einer Saline nur aus dieser mit Salz zu versorgen. Die großen Salinen wie Ibiza oder Tortosa waren für den Export zuständig, vor allem nach Italien. Die Unternehmer partizipierten an diesem Fernhandel, wie Francesco Datini, der eine Filiale auf Ibiza unterhielt.
Wegen der hohen Zölle, die an verschiedenen Orten gezahlt werden mussten, versuchten die Salzsender entweder andere Transportwege zu finden, wie im Passauer Salzstreit um 1520. Andererseits sabotierten die Landesherren fremde Transportwege, um die Handelsstraßen auf eigenes Gebiet zu führen, wie bei der Gründung Münchens 1158.
Während der Salzhandel in Deutschland und in Österreich im 19. Jahrhundert wieder freigegeben worden ist, besitzen die Schweizer Kantone das Salzmonopol bis heute.

### Ortsnamen
Viele Ortsnamen mit den Namenelementen Hall(e) und Salz zeugen von der einstigen Bedeutung der Salzgewinnung und des Salzhandels.
Die früher übliche Herleitung aus keltisch Hall ‚Salz‘ wird mittlerweile nicht mehr angenommen; man nimmt heute eine germanische Grundlage an. Eine ältere Interpretation der Hall-Namen zieht althochdeutsch und altniederdeutsch halla ‚von Säulen getragener Bau, spezifisch auch Siedehaus der Salzwerke‘ heran, man vergleiche althochdeutsch halhus ‚Siedehaus des Salzwerkes‘. Eine andere, verbreitet akzeptierte Herleitung geht von mittelhochdeutsch hal ‚Salzquelle‘ aus. Beispiele für solche Städtenamen sind Halle an der Saale, Hallein, Bad Hall, Bad Reichenhall, Schwäbisch Hall oder Hallstatt.
Die österreichische Stadt Salzburg kam durch den Salztransport auf der Salzach und den Salzhandelsplatz zu ihrem Namen.

## Amerika
In Amerika entdeckten Forscher an der Südküste von Belize fast vierzig Salzwerkstätten, die von den Maya genutzt worden waren. Der blühende Handel erfolgte oft per Kanu zu den dicht besiedelten Maya-Städten ins Innere des Landes. Vermutlich wurde der Salzhandel nicht vom Staat kontrolliert, weil die Salzfabriken weit entfernt von den Zielorten lagen.
Archäologische Funde von indianischen Salzsiedereien sind in Mittelamerika vor allem von den Azteken und Maya und aus Kolumbien bekannt, aber auch aus den US-amerikanischen Bundesstaaten Louisiana und Kentucky. Von den Azteken ist bekannt, dass das Salz von Trägern über Land und mit Einbäumen auf dem Wasserweg von den Produzenten zu den Verbrauchern transportiert wurde.

## Asien
Das Königreich Nepal verfügt über keine eigenen Salzvorkommen. Der Salzbedarf der Bewohner wurde jahrhundertelang durch Salzkarawanen gedeckt, die Salz von den Salzseen in Tibet durch den Himalaya transportierten. Wegen der Unschiffbarkeit der Flüsse im Himalaya wurden Yaks, Pferde, Ziegen und sogar Schafe als Tragtiere für den Salztransport nach Nepal und Nordindien verwendet. Als Tauschobjekte für das Salz wurden dabei Gerste und Gewürze gehandelt. Dieser Handelsweg verlor an Bedeutung mit dem Aufkommen motorisierter Transportmittel für das billigere indische Meersalz. Bekannt ist der Transport von Salz durch Yaks und Pferde von Tibet nach Nepal entlang der Kali-Gandaki-Schlucht. Ein wichtiger und alter Herkunftsort ist und war das Salzgebirge im Punjab (Pakistan). Die Legende besagt, dass im Industal die Pferde von Alexander dem Großen nach strapaziösem Marsch wieder zu Kräften kamen. Diese im Bergbau und in den Salzquellen ausgebeuteten Vorkommen waren Ausgang eines umfangreichen Handelsnetzes, das von den Briten übernommen wurde. In Indien ist der Salzmarsch bekannt geworden, mit dem Mahatma Gandhi und seine Anhänger in einem Akt zivilen Ungehorsams das britische Salzmonopol brachen.
In China sind Funde zum Salzhandel aus dem 7. Jahrhundert v. Chr. bekannt. Darüber existiert eine umfangreiche historische Überlieferung zu Salzproduktion, Salzhandel und Salzsteuer in China. Der Handel mit Salz und dessen Preis wurden bis 2017 staatlich geregelt. Nur die China National Salt Industry Corporation war berechtigt, Tafelsalz in China zu verkaufen.

## Afrika
In den westafrikanischen Staaten Mali und Niger wird immer noch mit Kamelkarawanen das wichtige Handelsgut von den Salinen am Südrand der Sahara zu den Verbrauchern im Sahel transportiert. In der äthiopischen Danakilwüste wird die frühere Salzwährung (Amole) traditionell in Form von Platten gebrochen und ebenfalls mit Kamelen ins Hochland gebracht.